# Gefirofobia
A gefirofobia é o medo irracional de pontes ou viadutos. Pessoas com gefirofobia sentem-se desconfortáveis ao atravessar pontes ou viadutos, e freqüentemente relutam em fazer a travessia, procurando caminhos alternativos para tal. Algumas vezes, a gefirofobia assume um quadro mais complexo se estendendo ao medo de qualquer superfície elevada, sendo, neste caso, classificada como acrofobia, o medo de altura.